# Norbanus laevis
Norbanus laevis är en stekelart som först beskrevs av Boucek 1969.  Norbanus laevis ingår i släktet Norbanus och familjen puppglanssteklar. Inga underarter finns listade i Catalogue of Life.